# 1029
El 1029 (MXXIX) fou un any comú començat en dimecres del calendari julià.

## Esdeveniments
- La Bohèmia s'annexiona Moràvia
- Inici de la construcció de la col·legiata de Sant Vicenç de Cardona.
- Sanç III de Pamplona designar son fill Ferran comte de Castella.